# Monument aux morts de Séméac
Le monument aux morts de Séméac (Hautes-Pyrénées, France) est consacré aux soldats de la commune morts lors des conflits du XXe siècle.

## Historique
Le monument a été inauguré le 11 novembre 1919 en présence du général de brigade Louis Allenou et du poète local Jean Duclos Gavarnys.

## Situation
Le Monument est situé sur la place du village à côté de la mairie et devant l'église Notre-Dame-de-l'Assomption.

## Description
Le monument, se compose d'un piédestal, reposant sur un double emmarchement, sur lequel se dresse la stèle et la sculpture de Firmin Michelet représentant un poilu.

## Galerie

Sélection de vues du monument aux morts municipal.
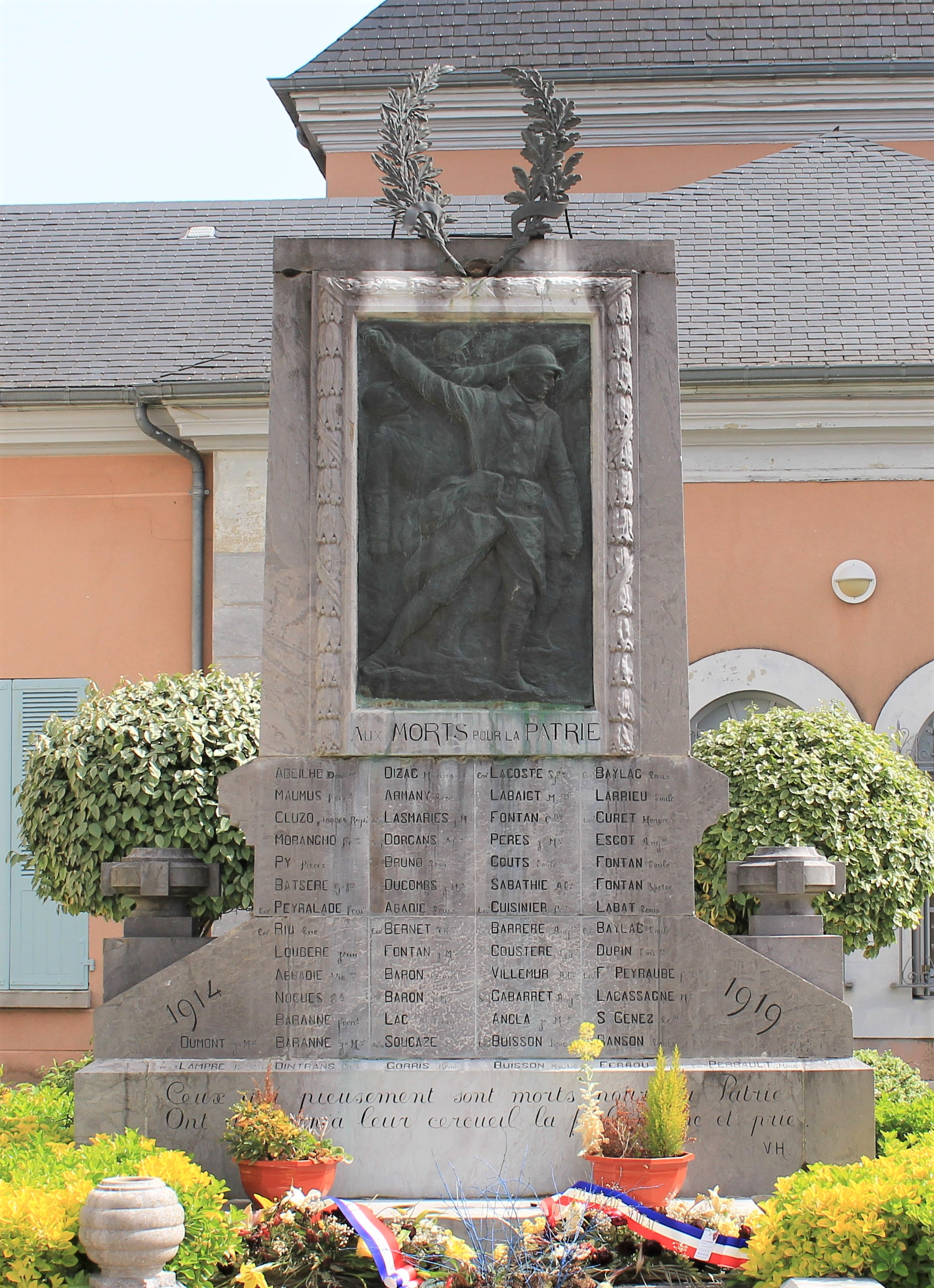
La stèle.
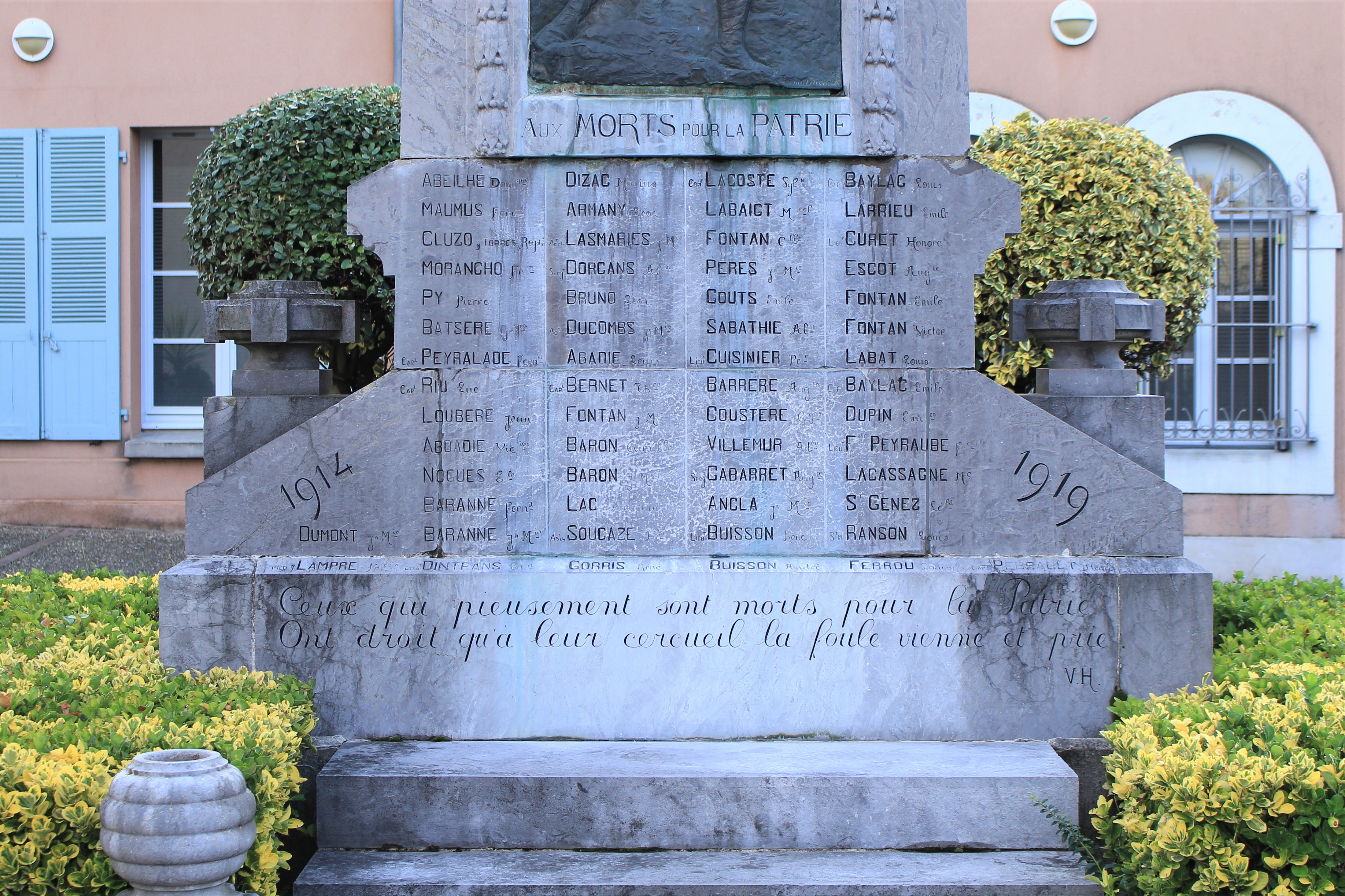
Les noms.
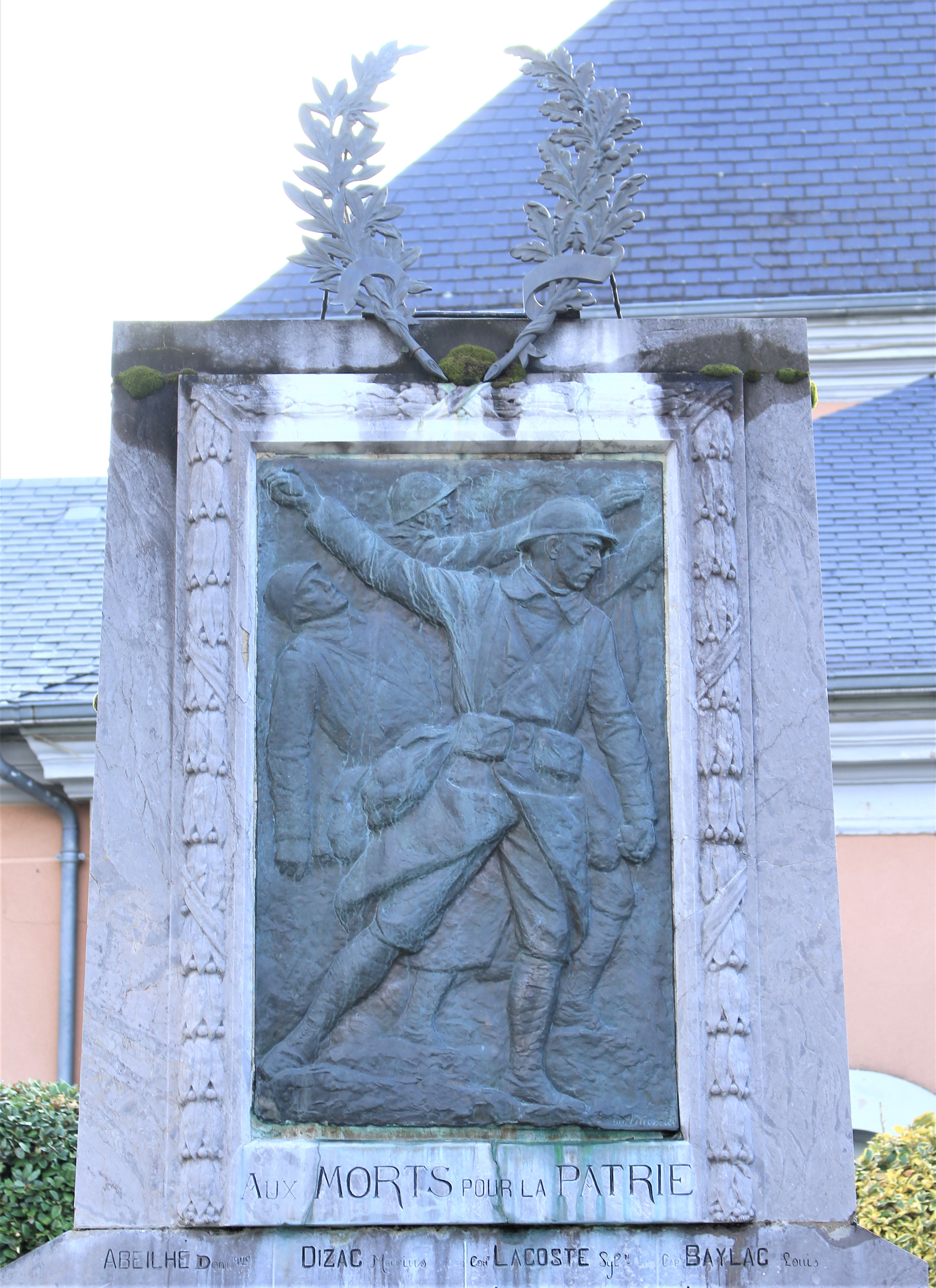
La sculpture.